# AraAppaloosa
L'AraAppaloosa, Arabe-Appaloosa, Arappaloosa ou Araloosa est une race de chevaux de selle issue de croisements entre des Pur-sang arabes et des Appaloosa, dans le but d'associer l'élégance de l'un à la robe originale de l'autre. 

## Histoire
Le croisement de chevaux arabes et Appaloosas n'est pas nouveau, puisque de tels croisements eurent lieu pendant la reconstitution de la race du cheval des Nez-Percés. L'un des étalons arabes que l'on retrouve fréquemment dans la généalogie des AraAppaloosa est le Pur-sang arabe égyptien alezan Mesaoud. 
Le fondateur de  l'ApHC (Appaloosa Horse Club US),  Claude Thompson, avait choisi en 1938 des étalons arabes tachetés en croisement pour que l'Appaloosa retrouve sa morphologie originelle, sur l'argument que les chevaux embarqués par les colons européens à l'origine de la race Appaloosa pouvaient être originaires d'Afrique du Nord.
En 1997, July et Randy Berghammer rencontrent des difficultés pour faire enregistrer une jument Appaloosa typée Arabe. Ils fondent l'AraAppaloosa and Foundation Breeders' International (AAFBI) afin de fédérer les propriétaires d'Apaloosas typés Arabe.
Le but du croisement à l'origine de l'AraAppaloosa est de produire un cheval possédant le modèle fin et typé du cheval Arabe, ainsi que la robe tachetée de l'Appaloosa.

## Description
La taille moyenne est de 1,50 m à 1,60 m au garrot. En tant que demi-sang Appaloosa, il présente une morphologie et une tête plus fines que l'Appaloosa. L'encolure est en col de cygne, la queue est portée haut. 
La robe recherchée pour l'AraAppaloosa est le tacheté.  
L'Arabe et l'Appaloosa sont deux races réputées pour leur intelligence, leur endurance et leur pied sûr. 

### Sélection
Un AraAppaloosa, dont l'un des parents est un Pur-sang arabe, peut-être enregistré comme demi-sang arabe par l′Arabian Horse Association. De plus, le stud-book de l'Appaloosa est toujours ouvert aux apports de sang étrangers, notamment de Pur-sang arabe. Beaucoup d'AraAppaloosas sont ainsi enregistrés auprès de l′Appaloosa Horse Club (ApHC). 
Ils ont cependant leur propre organisation, AraAppaloosa and Foundation Breeders' International (AAFBI). Selon l'AAFBI, l'AraAppaloosa est aujourd'hui plus proche de l'Appaloosa tel que l'élevaient les Nez-Percés à l'origine que la race Appaloosa actuelle, proche du Quarter Horse.

## Utilisations

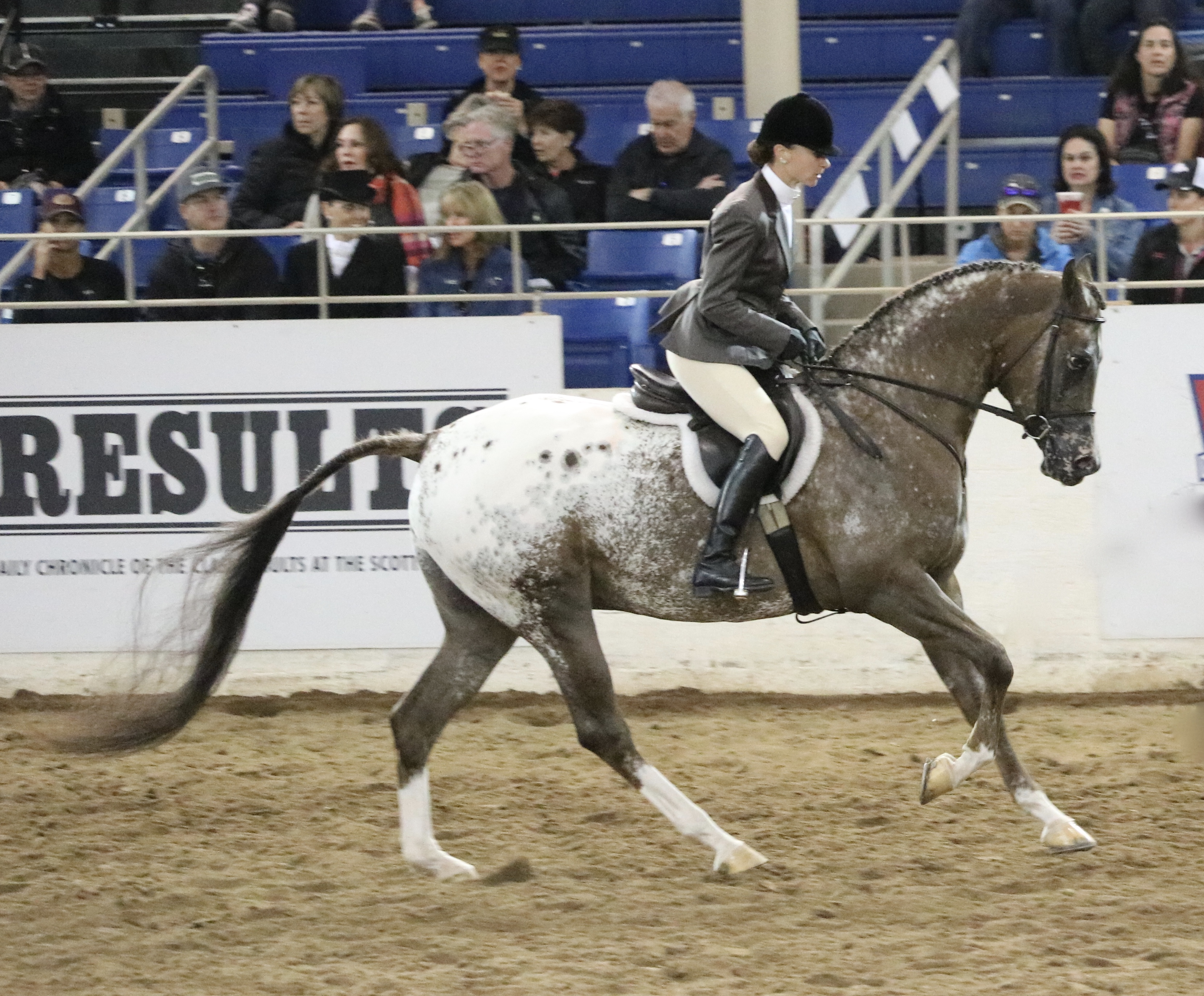
AraAppaloosa en concours d'équitation hunter.

L'AraAppaloosa est un excellent cheval de compétitions d'endurance. Ce cheval est aussi monté en équitation de loisir, en équitation western, et dans des shows.

## Diffusion de l'élevage
La race est considérée comme commune, L'élevage de ce cheval est fréquent aux États-Unis, où il est recherché pour son élégance et son côté spectaculaire.